# Topfstedt
Topfstedt è un comune di 563 abitanti della Turingia, in Germania.
Appartiene al circondario del Kyffhäuser (targa KYF) ed è parte della comunità amministrativa (Verwaltungsgemeinschaft) di Greußen.

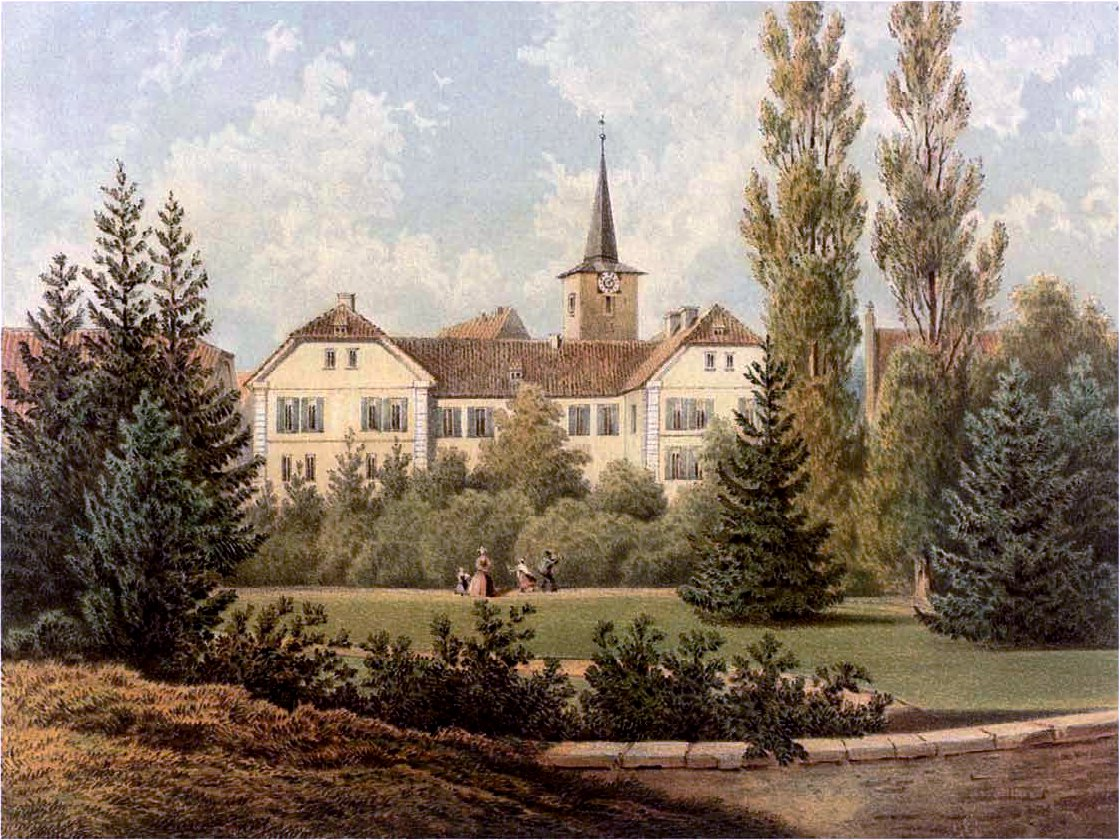
Rittergut Niedertopfstedt around 1860, Edition by Alexander Duncker

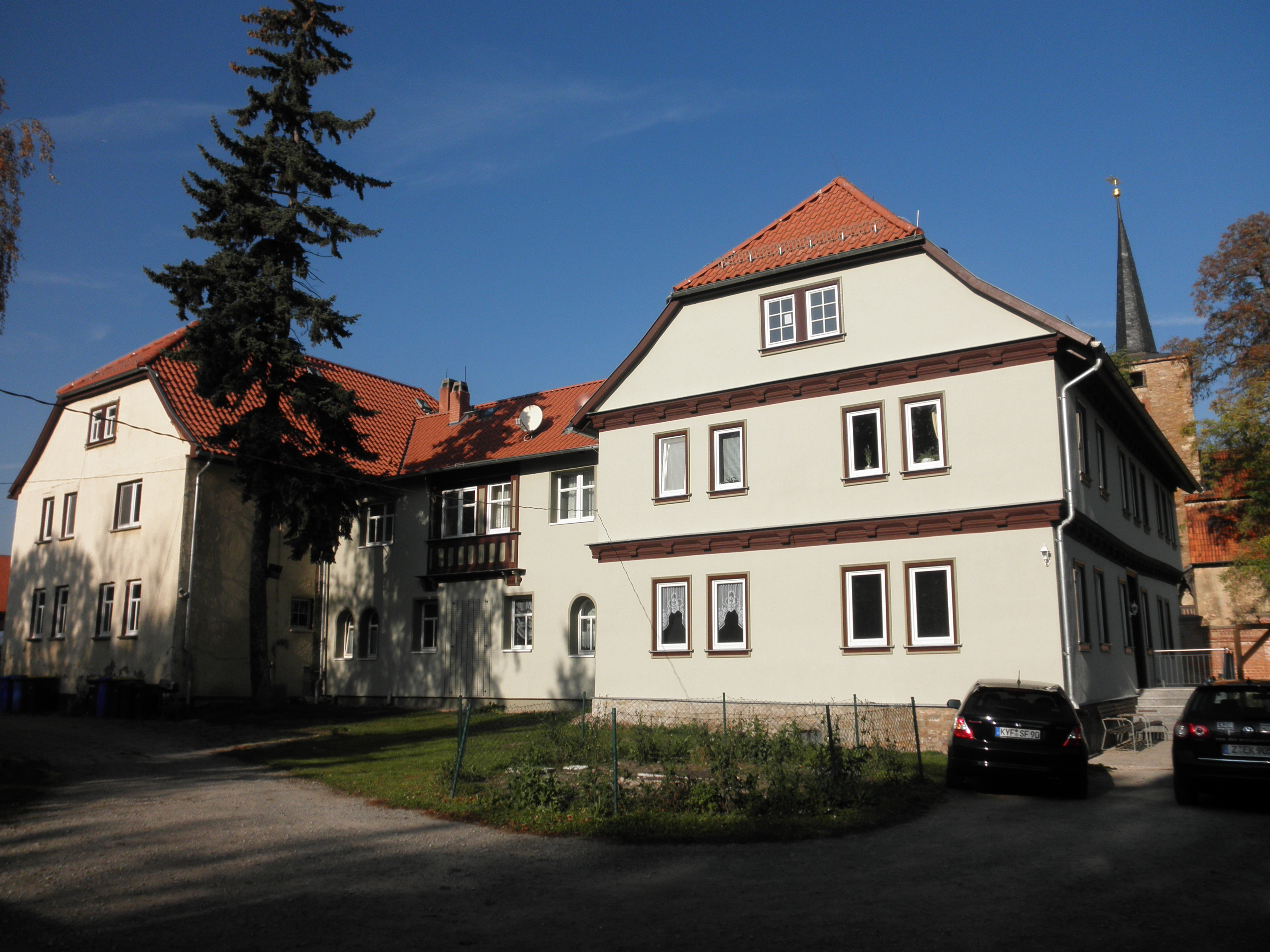
Rittergutshaus Niedertopfstedt, 2011